# INOKI BOM-BA-YE 2003
INOKI BOM-BA-YE 2003 馬鹿になれ夢を持て（イノキボンバイエ にせんさん バカになれゆめをもて）は、日本の格闘技とプロレスのイベント「INOKI BOM-BA-YE」の大会の一つ。2003年12月31日、兵庫県の神戸市兵庫区にある神戸ウイングスタジアムで開催された。

## 大会概要
前年までのINOKI BOM-BA-YEの好視聴率と興行の成功を受けて各テレビ局が放映権の獲得に動いたこと、K-1では石井和義館長が、PRIDEでは森下直人社長が不在となり、格闘技界で権力の変動が起こったことを背景として、これまで協力関係を築いて開催していたINOKI BOM-BA-YEは日本テレビが放送するアントニオ猪木のINOKI BOM-BA-YE、TBSが放送するK-1のK-1 PREMIUM Dynamite!!、フジテレビが放送するPRIDEのPRIDE男祭りの3つに事実上分裂してしまう。K-1、PRIDEは以降もINOKI BOM-BA-YEに関わることがなく、独自の大晦日興行を打ち出していくこととなった。
なお、この年から中継権が日本テレビに移った。日本テレビの地上波中継のゲストは、元横綱の花田勝と元プロ野球選手の掛布雅之の二人で、杏さゆり、若槻千夏、小倉優子、岩佐真悠子の4人の女性グラビアアイドルがボンバイエ・ガールズとして華を添えた。
また運営会社もDSEやK-1ではなく、「ケイ・コンフィデンス」というそれまでK-1の運営に関わっていた川又誠矢が代表の会社に移った。主催はこのケイ・コンフィデンスの他、日本テレビと読売テレビとなっており、後援に読売新聞大阪本社と報知新聞社がついた。日本テレビの担当プロデューサーは宮本修二で、2002年8月に開催した日本テレビの総合格闘技イベントUFO LEGENDの担当者でもあった。UFO LEGENDでプロデューサーを務めていた大手芸能事務所ケイダッシュ社長の川村龍夫が日本テレビと川又の仲介をしたとも言われる。
事実上のメインイベントは藤田和之対イマム・メイフィールドで、地上波でもメインとして放送された。以降の試合は年越しイベントまでの時間稼ぎであった。
リングアナウンサーには、UFCからブルース・バッファーが派遣された。
日本テレビとケイ・コンフィデンスは年間8億円で3年契約を結び、INOKI BOM-BA-YEとは違う形で、年3回のペースで格闘技イベントを開催していく予定であった。
大晦日に3つの格闘技イベントが開催されることから、選手の争奪戦も生じPRIDEの王者だったエメリヤーエンコ・ヒョードルを出場させようとしたことで、当時PRIDEに参戦していたセーム・シュルトの出場を認めていたPRIDEとの関係が悪化していった。K-1からは、マイケル・マクドナルドが派遣されたと言われるものの主力選手を抱え込まれ、目玉となるはずだったミルコ・クロコップも欠場が決まり、開催直前になってもカードが決まらなかった。
当初、小川直也、吉田秀彦、ミルコらの出場を提示されていた日本テレビは当初の約束と違うと不満を漏らす結果となってしまった。吉田はPRIDE男祭りを選択し、小川はPRIDEを運営するDSEが新たに始めるプロレスイベントのハッスルの1月4日の旗揚げ大会に出場した。
そして日本テレビ、TBS、フジテレビの民放キー局3局が『紅白歌合戦』の裏で視聴率を争い合う形となったが、その結果は瞬間最高で43.0%を獲得して平均でも19.5%と話題になったTBSのK-1 PREMIUM 2003 Dynamite!!に対して、日本テレビのINOKI BOM-BA-YE 2003は5.1%と低迷した。さらに観客動員数も共に伸び悩み、興行としては大失敗に終わった。これにより、日本テレビは当初の3年契約を破棄して8億円を6億円に減額したため、主催者であった川又が選手へのファイトマネーやイベント運営の下請けを行った会社に費用を払わないまま海外へ渡航していった。不払いの選手が所属する新日本プロレスから2004年11月に訴訟を起こされて、川又側は出頭しないために2005年1月に敗訴となった。INOKI BOM-BA-YEを主催したケイコンフィデンス側は日本テレビの契約破棄を認めず、2004年5月に民事訴訟を東京地方裁判所に起こしたが2006年に棄却された。さらに2006年になって川又が「週刊現代」などでPRIDEと暴力団との関係があるとし、これが原因であるとは明言していないものの、フジテレビがPRIDEの放送契約を打ち切るなど2003年の大晦日格闘技戦争と言われた騒動の余波は後々まで続いた。
イベント中の年越しイベントにおいても、猪木恒例となっていた「108つビンタ」の際、大勢の観客がリングに殺到する騒ぎになり、危険を感じた猪木が観客に蹴りと張り手をして「殺すぞ、お前らルールを守れ!」と一喝する一幕もあった。
なお当初、この日本テレビで放送するINOKI BOM-BA-YEは名称にTBS色が強いため、別のイベント名になることが予定され視聴者からイベント名の募集も行われたが、結局INOKI BOM-BA-YEのイベント名で開催された。

## 試合結果
第1試合 総合ルール 5分3R
○  レネ・ローゼ vs.  安田忠夫 ×
1R 0:52 TKO（レフェリーストップ：マウントパンチ）
第2試合 総合ルール 5分3R
○  LYOTO vs.  リッチ・フランクリン ×
2R 1:00 KO（スタンドパンチ連打）
第3試合 総合ルール 5分3R
○  エメリヤーエンコ・アレキサンダー vs.  アンジェロ・アロウージョ ×
2R 4:28 TKO（ドクターストップ：左目尻のカット）
第4試合 キング・オブ・パンクラス無差別級選手権 5分3R
○  ジョシュ・バーネット vs.  セーム・シュルト ×
3R 4:48 腕ひしぎ十字固め
※バーネットが王座の2度目の防衛に成功。
第5試合 立技ルール 3分3R
○  マイケル・マクドナルド vs.  天田ヒロミ ×
2R 0:46 KO（右ハイキック）
第6試合 立技ルール 3分3R
○  ステファン・"ブリッツ"・レコ vs.  村上和成 ×
1R 1:08 KO（右ハイキック）
第7試合 総合ルール 5分3R
○  エメリヤーエンコ・ヒョードル vs.  永田裕志 ×
1R 1:02 TKO（レフェリーストップ：パウンド）
第8試合 総合特別ルール（グラウンド制限時間20秒） 5分3R
○  藤田和之 vs.  イマム・メイフィールド ×
2R 2:25 TKO（レフェリーストップ：肩固め）
第9試合 総合ルール 5分3R
○  アマール・スロエフ vs.  ディン・トーマス ×
1R 4:23 TKO（レフェリーストップ：パウンド）
第10試合 総合ルール 5分3R
○  アリスター・オーフレイム vs.  橋本友彦 ×
1R 0:36 TKO（レフェリーストップ：左膝蹴り）
第11試合 スマックガールSGS公式ルール 5分3R
○  辻結花 vs.  カリオピ・ゲイツィドウ ×
3R終了 判定3-0